# كأس دوري كرة القدم الإنجليزية 2013–14
كأس دوري كرة القدم الإنجليزية 2013–14 (بالإنجليزية: 2013–14 Football League Trophy)‏ هو الموسم 30 من كأس دوري كرة القدم الإنجليزية. أشرف على تنظيمه دوري كرة القدم الإنجليزي، وكان عدد الأندية المشاركة فيه 48، وفاز فيه نادي بيتربورو يونايتد.